# Lycée Jacques-Cœur

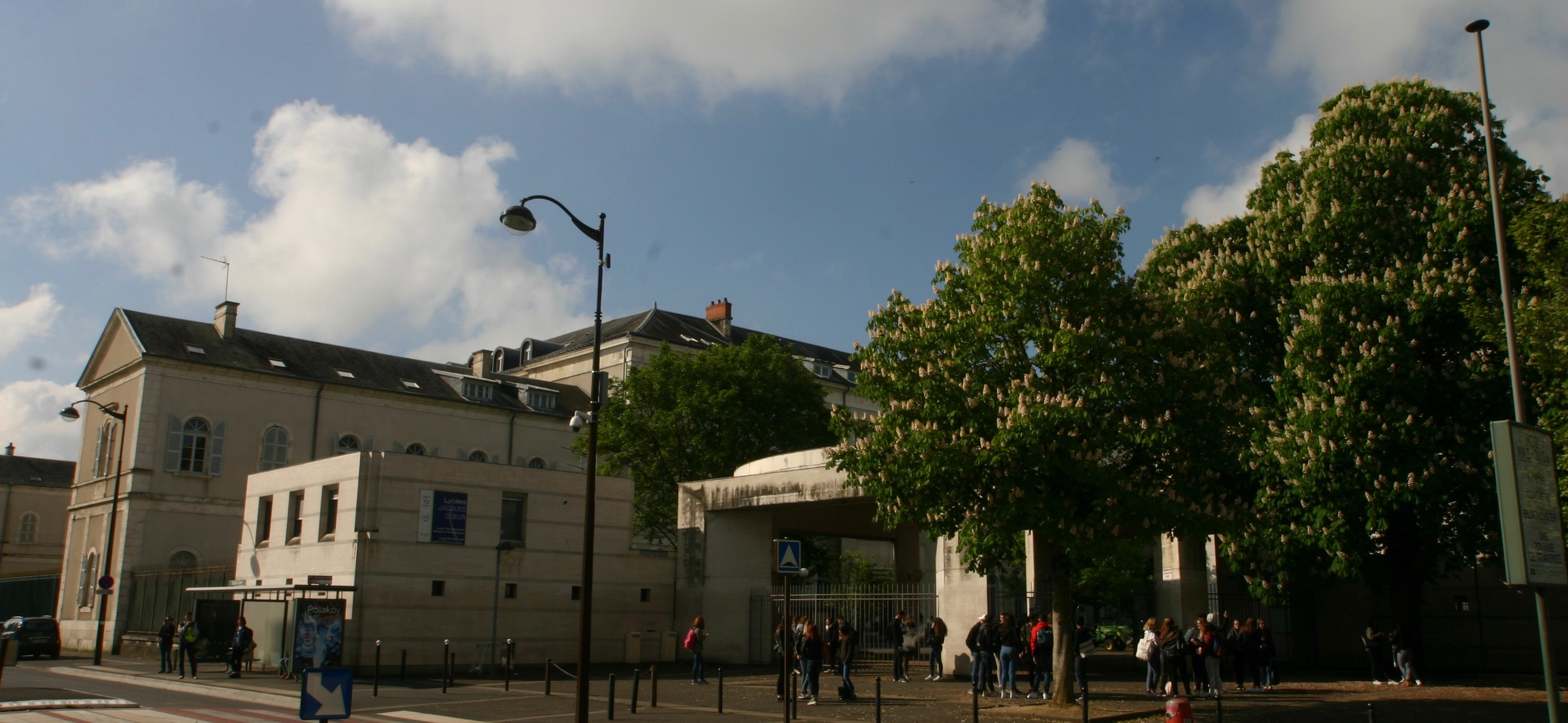
Entrée principale du lycée Jacques-Cœur.

Le lycée Jacques-Cœur est un lycée général technologique et professionnel situé à Bourges dans le département du Cher en France. C'était autrefois un petit séminaire qui se nommait Saint-Célestin, fondé en 1856. Il a été le cadre d'un congrès ecclésiastique national en 1900. Le petit séminaire Saint-Célestin est fermé en 1906 à la suite de la loi de séparation des Églises et de l'État de 1905.   
C'est dans le cadre des bâtiments de l'ancien petit séminaire qu'est fondée la première École nationale professionnelle de jeunes filles de France. Elle devient lycée d'État en 1960 et prend, en 1973, le nom de lycée Jacques-Cœur.  

## Histoire

### Fondation du petit séminaire Saint-Célestin

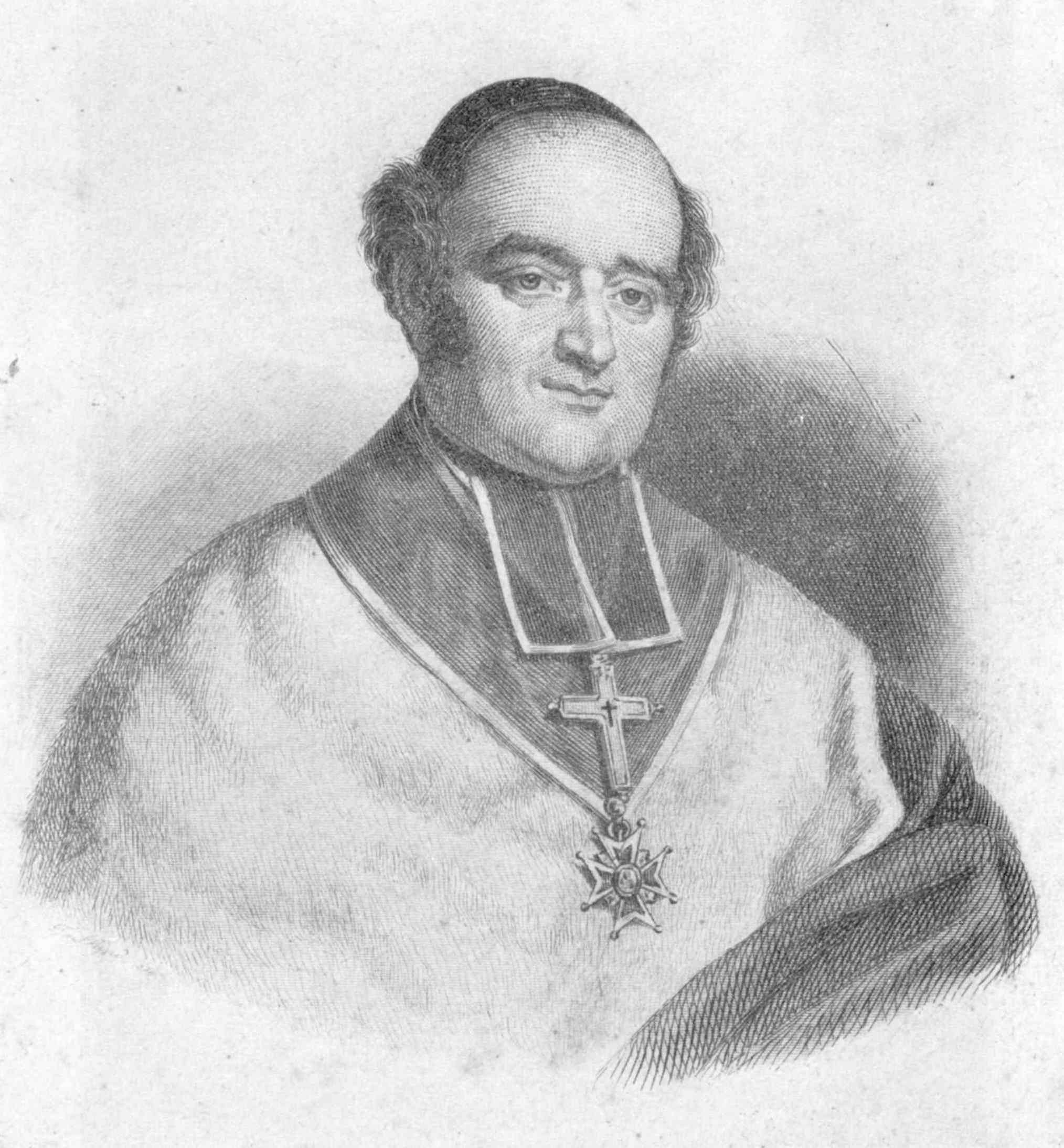
Le cardinal du Pont, fondateur du petit séminaire Saint-Célestin.

Le projet de construction du petit séminaire Saint-Célestin date du règne de Louis-Philippe. Il avait émergé dès 1840 dans l'esprit de monseigneur Jacques-Marie-Célestin du Pont, cardinal-archevêque de Bourges. Il souhaitait élever dans le Cher un petit séminaire modèle. En effet, les anciens bâtiments de Sainte-Claire (actuelle école Saint Dominique) étaient  devenus trop petits en raison de l’augmentation du nombre d’élèves et leur situation au centre de la ville était peu favorable à la santé des séminaristes.

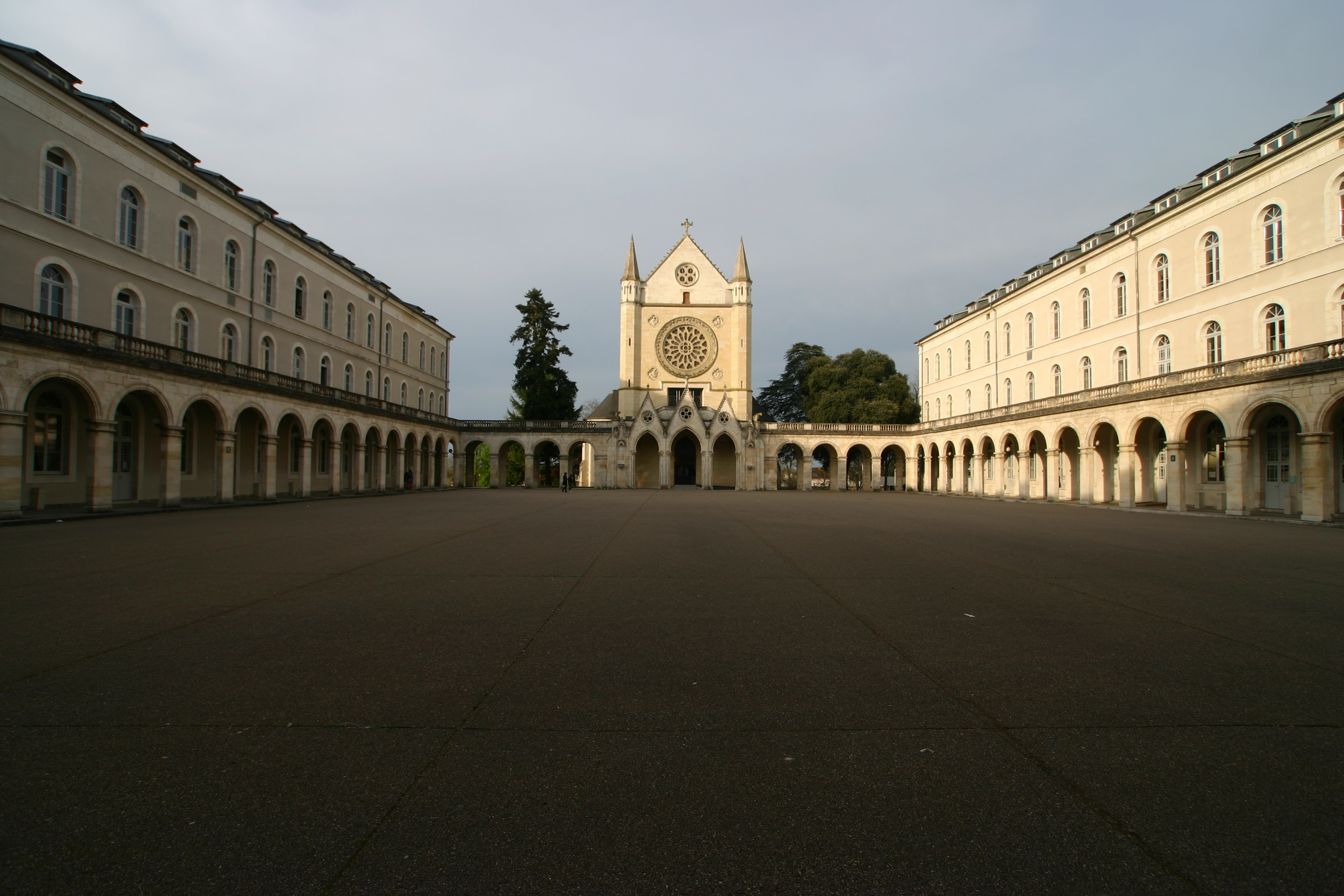
Vue d'ensemble sur la cour du lycée Jacques-Cœur.

On commença par acheter le terrain, d'une valeur de 10 975 francs : il s'agissait, selon l'acte de vente signé le 17 septembre 1842 sous l’égide de Maître  Porcheron, notaire à Bourges, « d'une pièce de terre labourable d'une contenance de six hectares soixante ares, appelée la Mouée et sise commune de Bourges section Bourbonnoux ». L'acte précise également que « cette pièce de terre d'un seul tenant jouxte au levant trois morceaux de vigne, au midi un chemin appelé la ruelle aux loups et au nord la route de Bourges à Dun-le-Roi » : de fait, si aujourd'hui le lycée Jacques-Cœur est totalement enserré dans le tissu urbain, le petit séminaire fut implanté dans un secteur relevant davantage de la ruralité que de l'espace urbain d'une ville qui ne s'étendait pas alors aussi loin au sud. L'achat du terrain et une partie des travaux furent réalisés aux propres frais du cardinal du Pont : il tenait beaucoup à la réalisation du projet.
La première pierre de l'édifice (avec un parchemin en son sein) fut posée le 11 octobre 1845 par le cardinal du Pont, selon les plans des architectes Juillien et Bussière. 
La construction dura onze ans, car il fallut faire face à la crise économique de 1847-1848 et apporter toujours plus d'argent : Saint-Célestin coûta finalement un million de francs. De ce fait, en octobre 1852, le cardinal sollicita la charité de ses diocésains pour boucler le budget de constructionet c'est seulement le 18 octobre 1856 qu'il  bénit enfin son petit séminaire.

### La vie au petit séminaire (années 1860-1890)

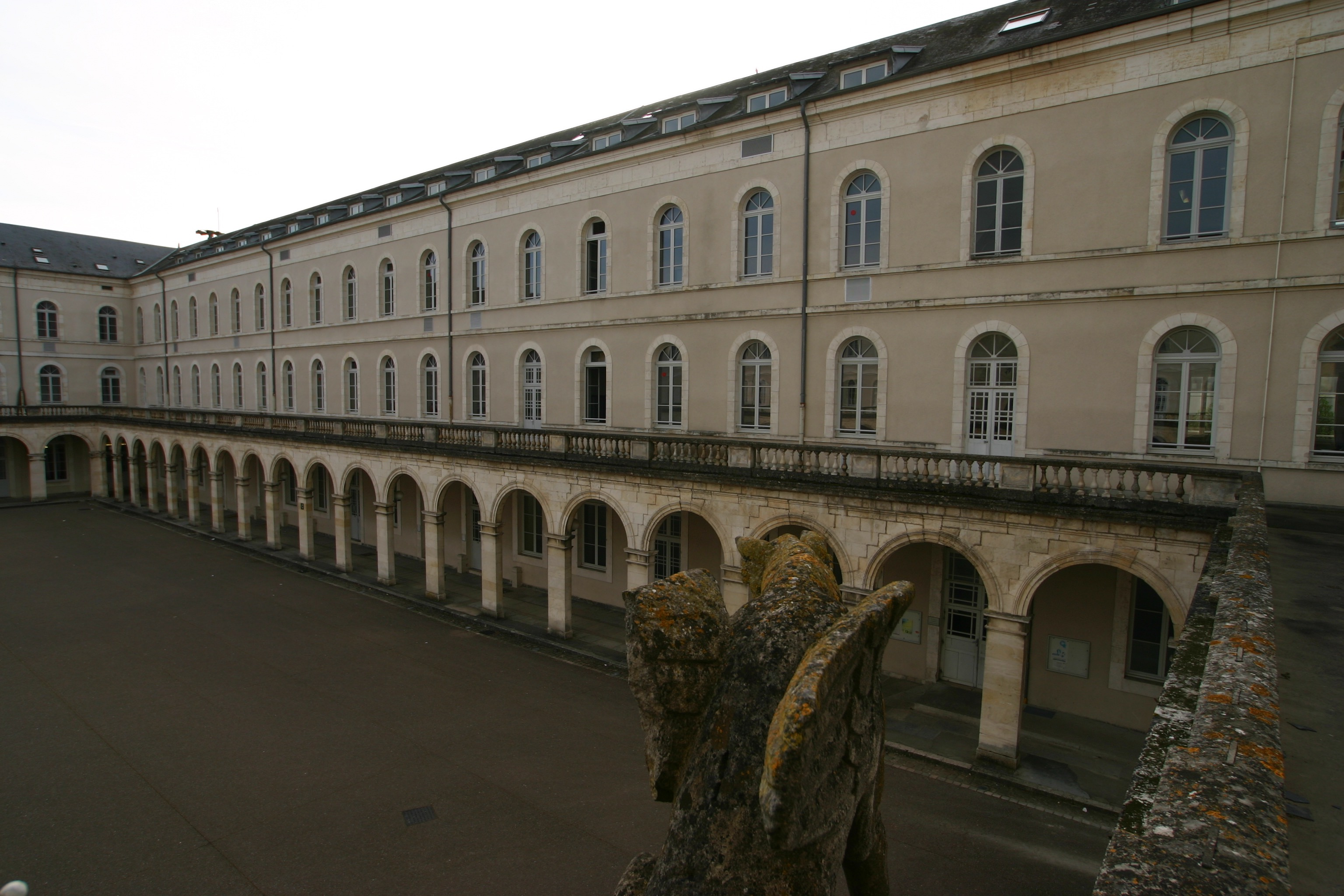
Façade du bâtiment C reconstruit après l'incendie.

Dans les années 1860, le nombre d'élèves augmenta : on compte en 1863 231 petit séminaristes, 290 en 1864, 300 en 1865. Par la suite, à la fin des années 1870 et jusqu'aux années 1900, le nombre d'élèves se stabilisa autour de 200. Au petit séminaire, les élèves, qui portaient un uniforme à liséré vert, se levaient à cinq heures et la vie était entièrement consacrée au travail : cela montre à quel point la vie au petit séminaire était stricte. À Saint Célestin, les élèves bénéficiaient d'un enseignement moderne, notamment sous l'influence des Dominicains dans les premières années de l'établissement. On y apprend les sciences physiques et naturelles ainsi que la photographie.
Lors de la guerre de 1870  entre la France et la Prusse, les jeunes recrues de la garde mobile furent logées dans le petit séminaire Saint-Célestin. Lorsque les troupes prussiennes envahirent le territoire, le petit séminaire reçut plus de 3 000 soldats qui battaient en retraite : les séminaristes, sauf ceux de la dernière année, rentrèrent chez eux pour libérer de la place.
Un terrible incendie détruisit toute l'aile gauche des bâtiments (sauf le cloître) dans la nuit du 20 au 21 juillet 1897. Le coût de la reconstruction atteignit 300 000 francs. Les travaux, financés grâce à une souscription, commencèrent le 16 novembre suivant. Ils étaient quasiment terminés en juillet 1898, mais l’inauguration des nouveaux bâtiments n'eut lieu que le 9 novembre 1899.

### Le petit séminaire sous les feux de l'actualité nationale (1900-1906)

#### Congrès ecclésiastique de 1900

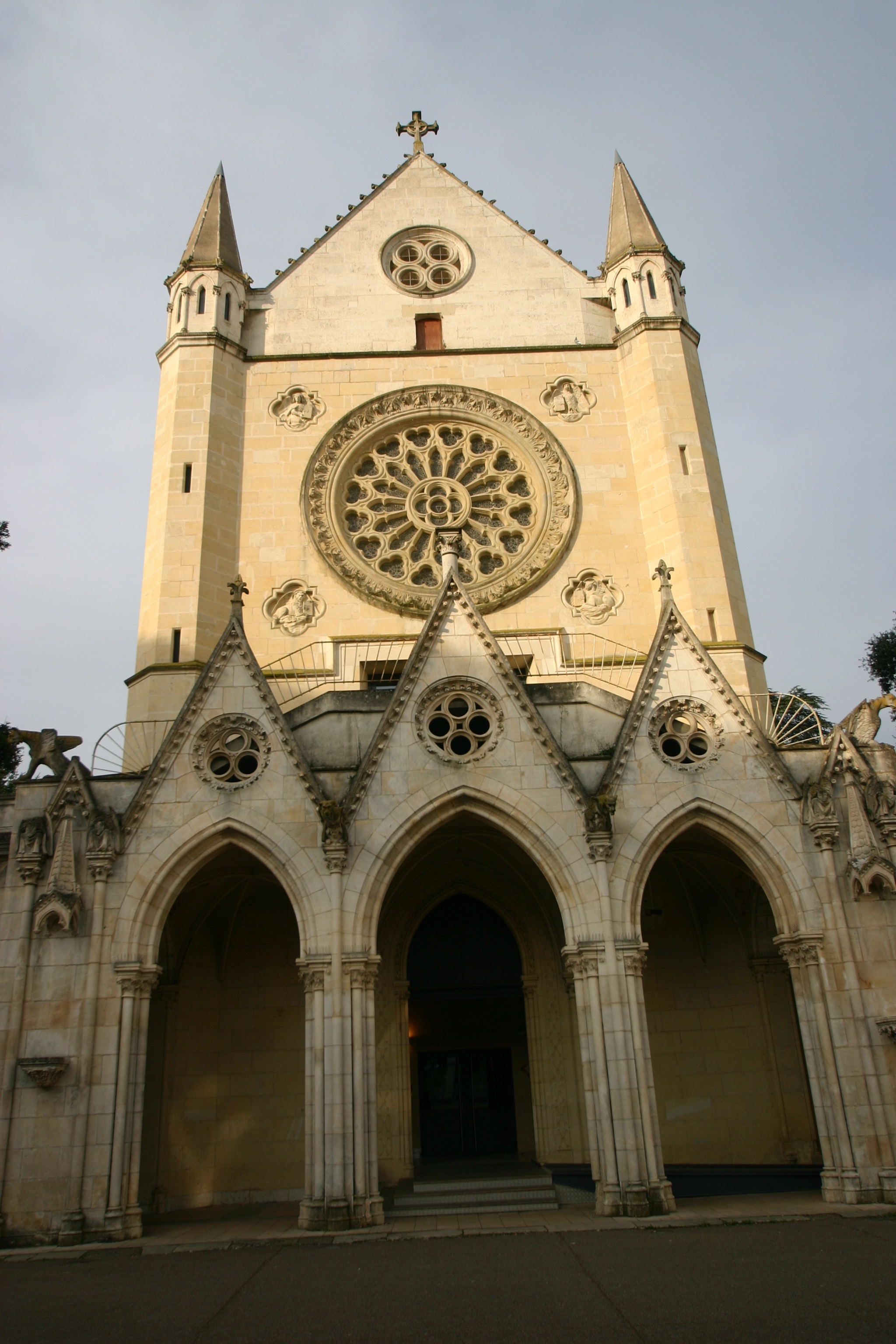
Façade de la chapelle du lycée public Jacques-Cœur.

Dans le cadre des locaux du petit séminaire Saint-Célestin, eut lieu en septembre 1900 un grand congrès ecclésiastique réunissant des prêtres venus de toute la France. Le congrès se déroula à Bourges car l'abbé Lemire, cheville ouvrière du congrès comme il l'avait été du congrès de Reims, avait réussi à  convaincre l'archevêque de Bourges Mgr Servonnet que cela serait bénéfique pour son diocèse. En tout il y eut à peu près 600 prêtresqui participèrent au congrès. 
Cependant, 300 prêtresberrichons formaient à eux seuls la moitié de l'auditoire, ce qui déséquilibrait la représentation par rapport au congrès de Reims quatre ans plus tôt, où seuls quelques prêtres étaient issus du diocèse où était organisé le congrès. Les débats du congrès manifestèrent clairement la prééminence en son sein des abbés démocrates, avec un net esprit d'ouverture dans la perspective du Sillon et d'un ralliement particulièrement net à la République.

#### Loi de 1905 et la fermeture du petit séminaire
La loi de séparation des Églises et de l'État de 1905 condamna les petits séminaires à déménager. Par la suite, la circulaire ministérielle du 1er décembre 1906, mit officiellement fin à l'existence légale des petits séminaires dans des locaux appartenant à l'État à partir du 12 décembre.   
Le mercredi 12 décembre à la nuit, eut lieu la dernière cérémonie à la chapelle. Le lendemain matin les séminaristes quittèrent l’établissement. Dans les jours qui suivirent, ils furent accueillis à l'institution Sainte-Marie de Bourges et à l'abbaye de Pontlevoy. Dans la nuit du vendredi 14 au samedi 15, la police se présenta au petit séminaire et obligea le corps professoral à partir. Tous les professeurs furent dispersés.  
Pendant la guerre de 1914-1918, les locaux de l'ancien Petit Séminaire furent utilisés comme hôpital de campagne.

### Fondation de la première école nationale professionnelle de jeunes filles (1929)

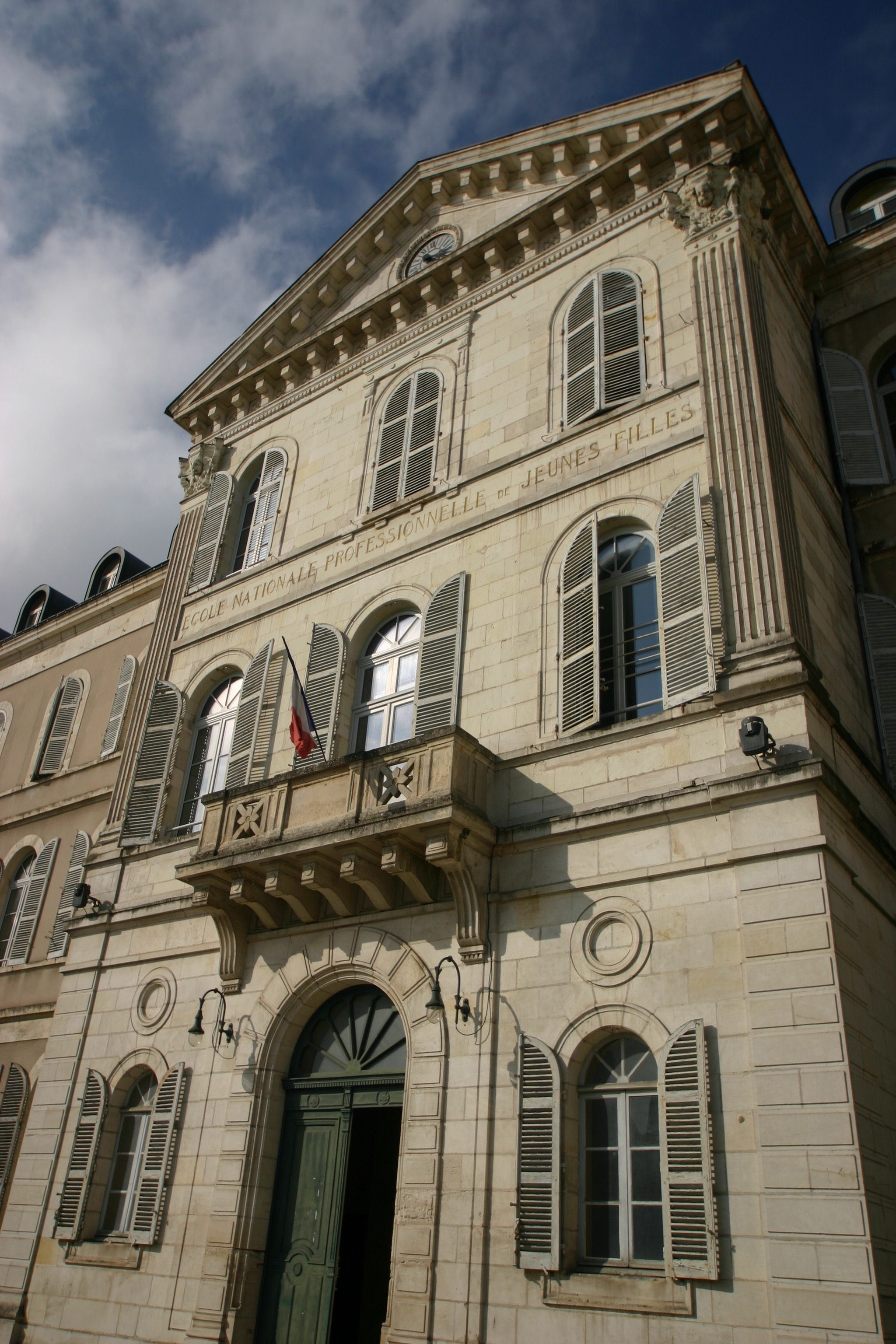
Avant-corps de la façade du lycée Jacques Cœur, où l'on voit inscrit « École Nationale Professionnelle de jeunes filles ».

Après la guerre, surtout de 1922 à 1926, le département du Cher et la mairie de Bourges s'affrontèrent quant à l'affection des locaux de l'ancien petit séminaire. En 1926, pour débloquer la situation, la ville accepta de financer la différence entre la somme donnée par l'État et celle réclamée par le département pour rénover les bâtiments. Le 3 novembre 1927 le préfet du Cher, Édouard Herriot, le ministre de l'Instruction publique et Armand Fallières, le ministre du Travail, et Henri Laudier le maire de Bourges signèrent un contrat selon lequel le département louait les locaux à l'État pendant 99 ans(bail emphytéotique) contre un loyer annuel d'un franc.
En effet, Henri Laudier, le maire de Bourges, voulait absolument créer une école nationale professionnelle pour jeunes filles dans sa ville. Il n'en existait encore aucune pour filles en France alors qu'il y en avait depuis plusieurs décennies pour les garçons. Cette école ouvrit effectivement ses portes pour la première fois le lundi 14 octobre 1929à Bourges dans les locaux de l'ancien petit séminaire Saint-Célestin, avec 78 élèves. Le but de cette école était de donner une bonne formation professionnelle aux jeunes filles aussi bien à la maison qu'au travail, dans le domaine des arts ménagers, de la couture, du secrétariat, de la chimie.

### De l'ENP au lycée Jacques-Cœur (années 1930-années 1990)

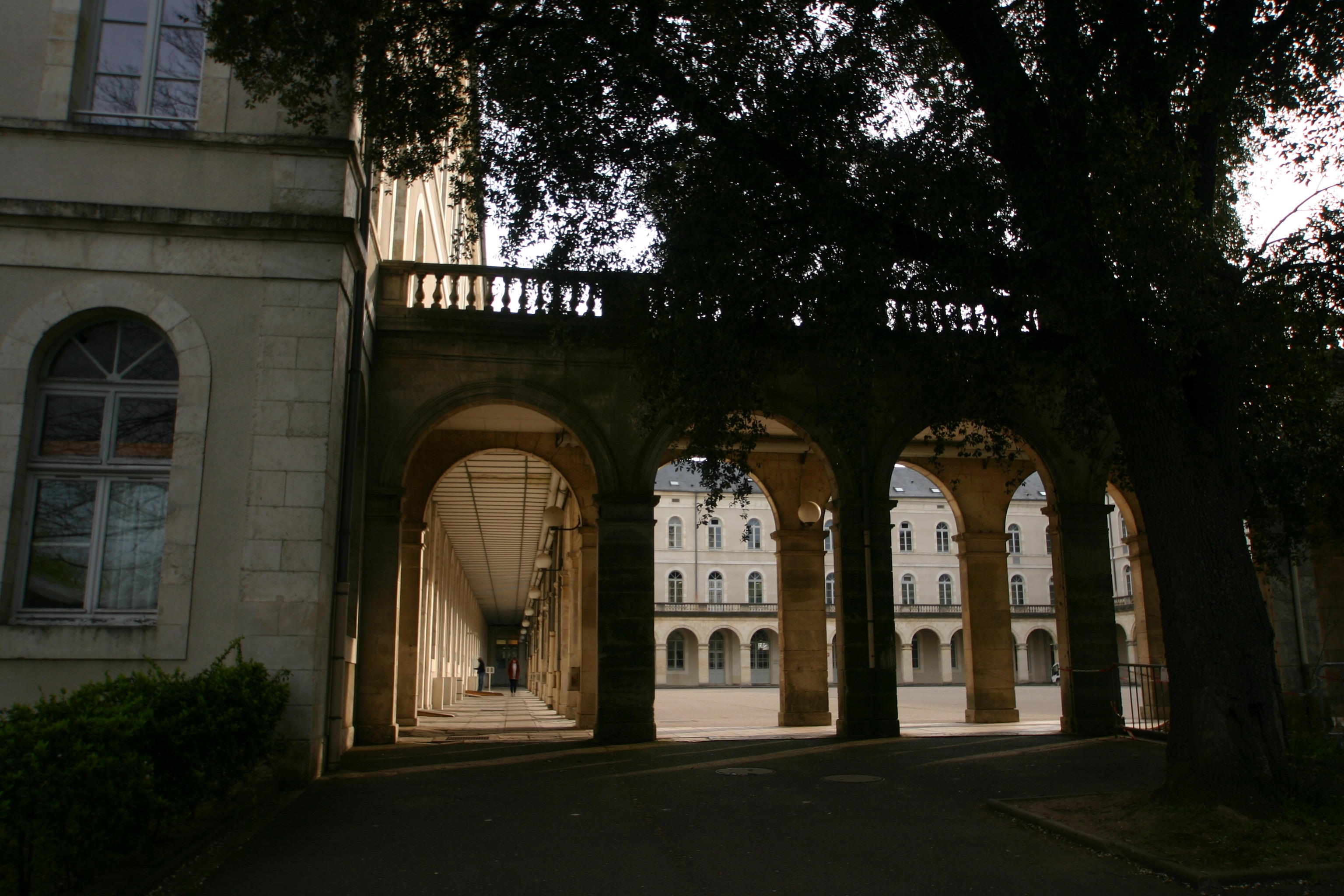
Arcades du bâtiment A du lycée Jacques-Cœur.

En 1940, l'avancée des troupes allemandes créa un mouvement de panique et une partie des élèves se replièrent à Égletons. Les bâtiments de l'école furent occupés par les troupes allemandes qui y installèrent un dépôt de munitions : quelques décennies plus tard, on retrouvera un obus au sein du lycée. Dès la rentrée de 1940, à Bourges la vie de l'école renaquit petit à petit : les cours de chimie et les dortoirs furent placés rue Carolus, d'autres dortoirs et les cours de commerce furent installés place des Quatre-Piliers, les autres cours étant donnés aux Beaux-Arts et à l'école Cour Chertier. 
Une fois les bâtiments libérés des troupes allemandes, à la fin de la guerre, la direction de l'école découvrit des locaux dégradés ; on mit en place des dortoirs de fortune.
En 1960 et 1961, l'ENP devient un lycée technique d’État,. En 1968 lors des événements de mai, l'école est abandonnée par les élèves pendant deux semaines. À partir de 1973 l’hôtellerie devient mixte et le lycée prend le nom de « lycée Jacques Cœur ». En 1996-1997, le lycée atteint son effectif le plus élevé : 2 050 élèves. De nos jours l'établissement atteint l'effectif de 1 635 élèves, avec toujours une surreprésentation féminine : on compte environ deux filles pour un garçon.

## Architecture

### Bâtiments duXIXesiècle

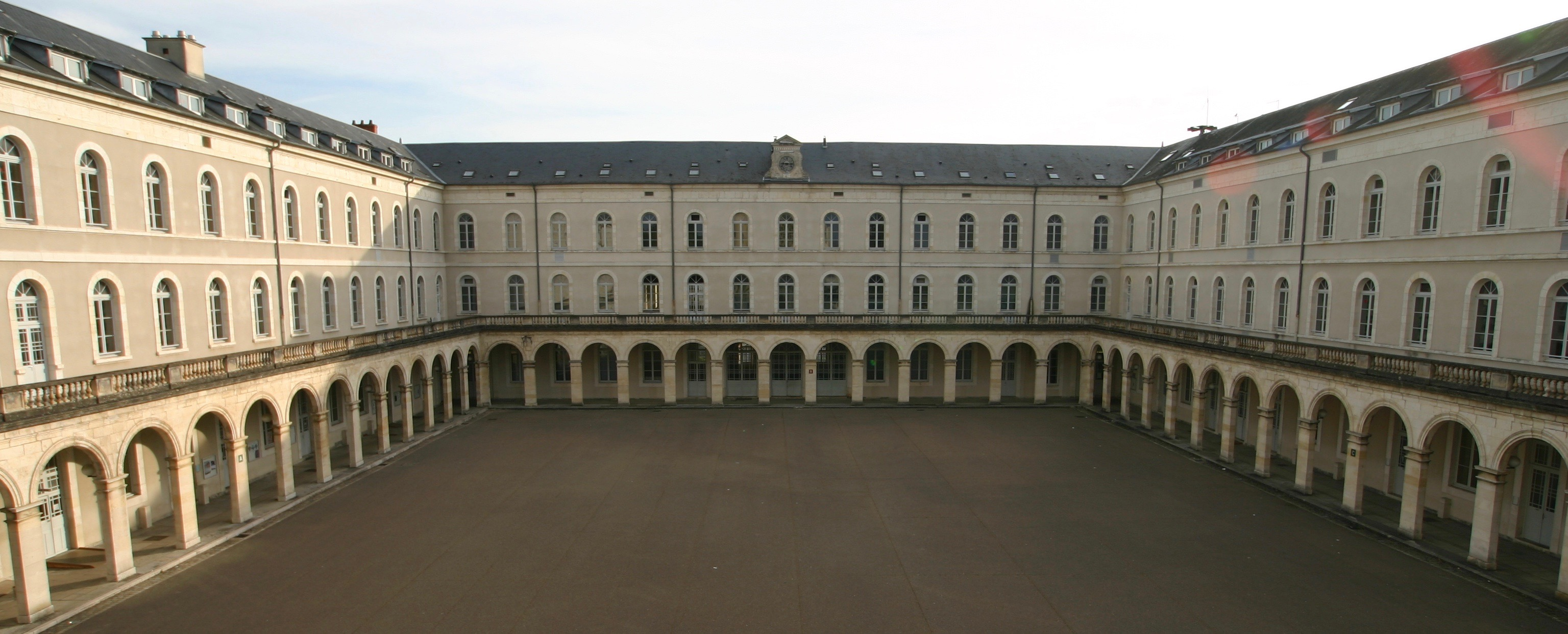
Cour du lycée vue de la chapelle.

Le lycée est construit à l’initiative du cardinal du Pont, sous la direction des architectes Juillien et son gendre, Émile Bussière : leurs noms et la date des travaux sont inscrits à droite de l'entrée principale, au sommet d'un pilier d'angle. La construction commence en 1845 (le 11 octobre 1845, la première pierre de l'édifice est scellée), mais est arrêtée en 1847 du fait de la crise économique qui frappe alors le royaume de France ; ils ne reprennent qu'en 1852. De ce fait, les travaux durent onze ans : la construction s'achève en 1856. Elle a coûté plus d'un million de francs. Le 22 octobre 1856, trois ans avant sa mort, Mgr du Pont inaugure enfin son petit séminaire.  

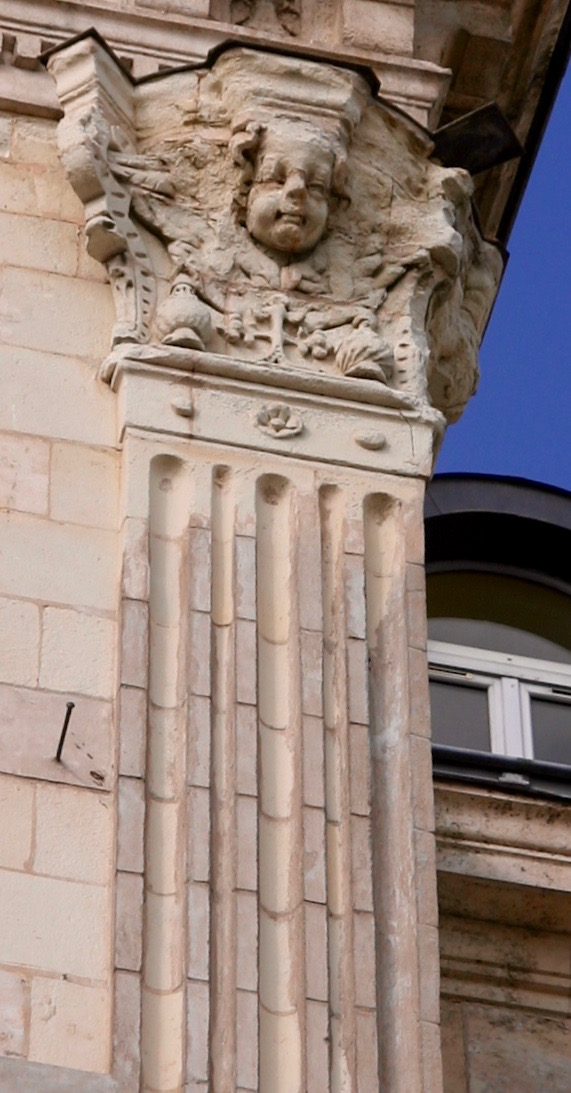
Détail de la façade de l'avant-corps.

L'organisation des bâtiments respecte les plans types d'établissements scolaires et d'institutions religieuses du milieu du XIXe siècle. Elle se rapproche aussi de l'architecture monastique, puisqu'on y trouve un cloître qui entoure une cour centrale. En effet, à l'arrière, sur trois côtés, des galeries entourent une cour rectangulaire. La toiture du cloître aux baies cintrées forme une terrasse en hauteur. La chapelle du lycée, construite en 1862, est de style néo-gothique : elle ferme le quatrième côté de la cour.
En termes d'architecture, le petit séminaire appartient au style néo-classique,. Comme le souligne Jean Favière, « les références à l'antique se réduisent aux bandeaux des baies, à des grecques et à des minces rinceaux ».
L'architecte du petit séminaire a voulu valoriser davantage l'avant-corps du bâtiment central placé à l'entrée du lycée : il « reçoit un ordre de pilastres colossaux surmontés de chapiteaux composites et d'un fronton triangulaire ».
On trouve deux tombes du XIXe siècle dans l'enceinte du lycée, dont celle de l'abbé Bonnin, le deuxième directeur du séminaire ; le titulaire de la deuxième tombe n'est pas identifié.

### Bâtiments duXXesiècle

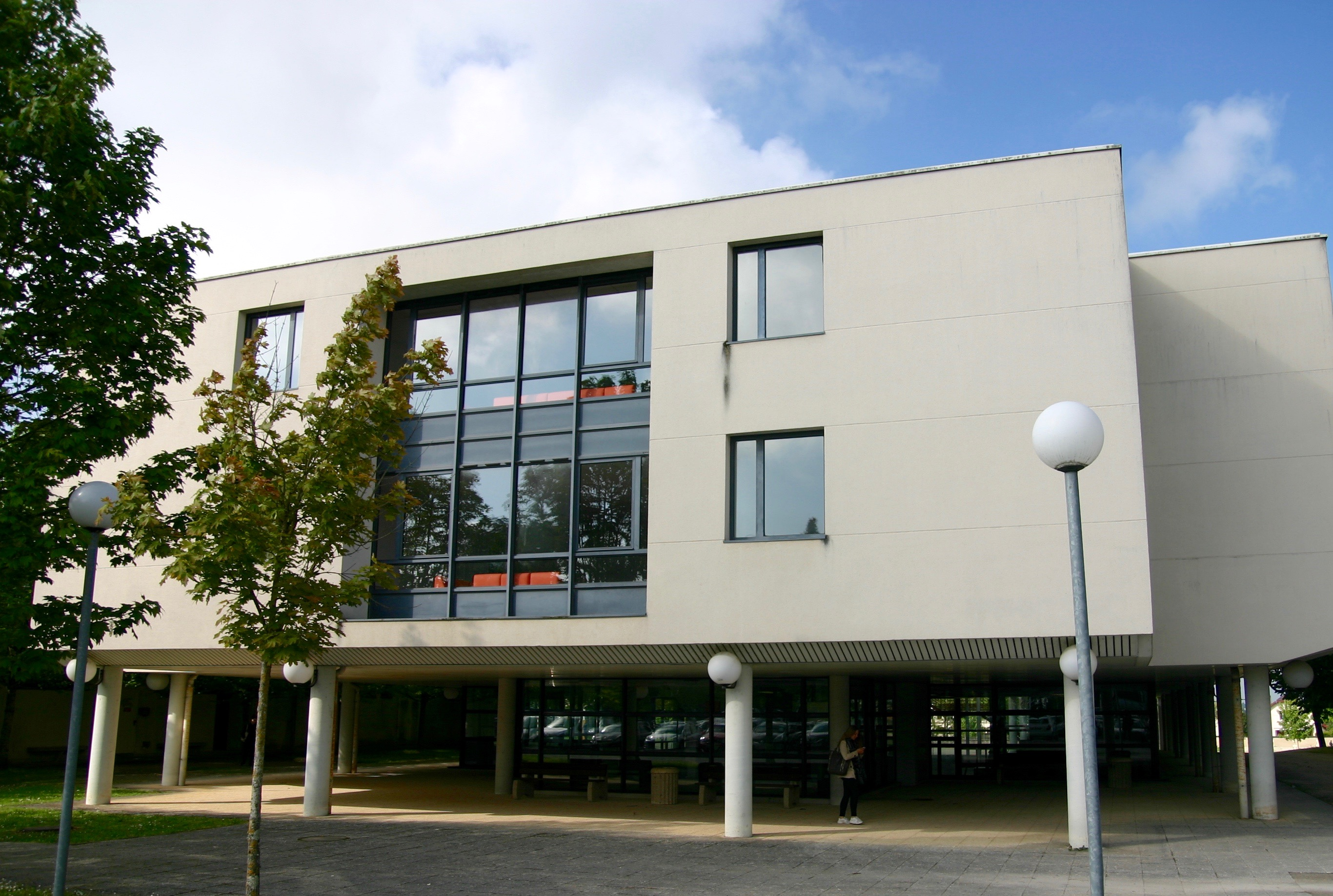
Internat des filles.

Tout au long du XXe siècle différents bâtiments sont construits ou rénovés.
En 1906, à la suite de la séparation des Églises et de l'État, le petit séminaire est fermé. 
À l'époque de l'ENP, la chapelle est réaménagée sur deux niveaux : au rez-de-chaussée est installée une salle de sport et au premier étage se trouve une salle de danse et une salle de spectacle.  En 2009 la chapelle a été réhabilitée  pour en faire un CDI et une conviviale salle de conférences au deuxième étage.
Le 10 février 1998, est organisée l’inauguration d'un nouveau bâtiment scientifique, œuvre du cabinet Carré d'Arche financée par la région Centre pour près de 35 millionsde francs. De fait, à l'époque, le lycée Jacques Cœur est celui où la région a le plus investi depuis qu'elle a la charge des lycées. 
L'ancien bâtiment scientifique, construit en 1960  a ensuite été abattu pour laisser place au parking des professeurs en 2003.
Un nouveau gymnase est construit en 1994. Un nouvel internat est construit en 1995 pour les lycéens qui viennent de communes extérieures à Bourges.

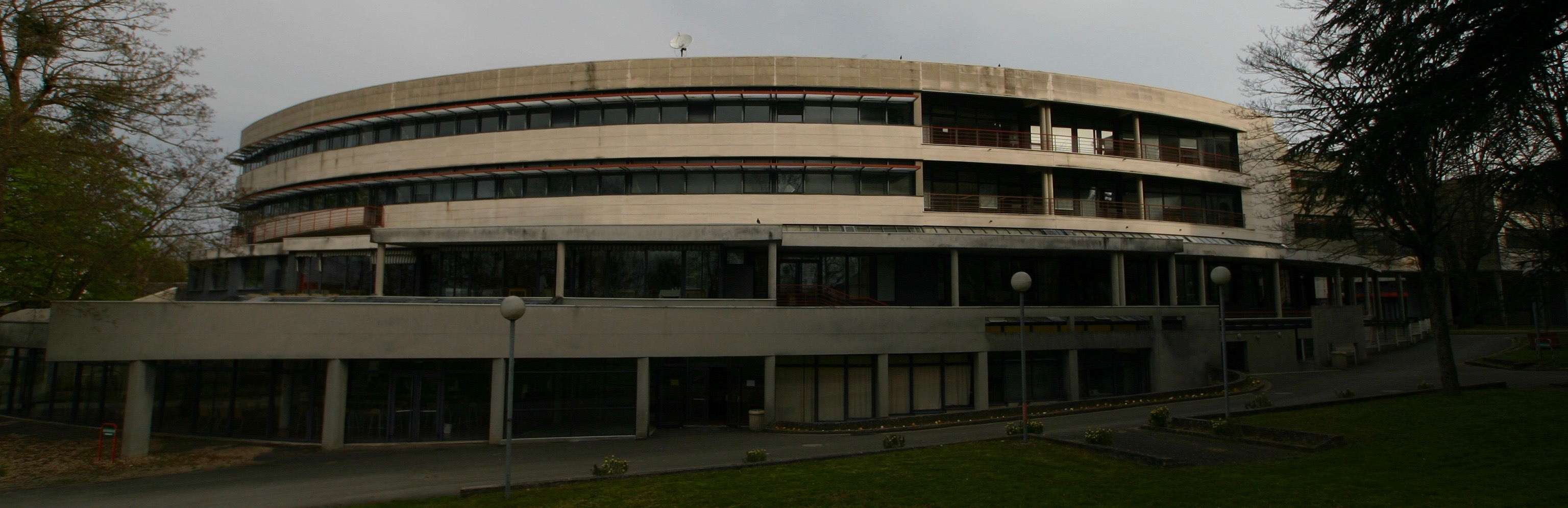
Façade du bâtiment hôtellerie.

Dans le bâtiment de l’hôtellerie sont organisés des événements ; le restaurant  est ouvert le midi pour accueillir des personnes extérieures et surtout pour que les élèves puissent s'entraîner et apprendre leur futur métier. Le premier bâtiment a été ouvert en 1929 tout d'abord pour les filles, avant que les garçons les rejoignent en 1973.

## Effectifs
En 2016, le lycée compte au total 1 635 élèves et 185 enseignants. 
| Niveau et section  | Nombre de classes | Nombre d'élèves |
| ------------------ | ----------------- | --------------- |
| 2de pro hôtellerie | 2                 | 48              |
| 2de pro MMV        | 1                 | 24              |
| 1re pro hôtellerie | 2                 | 47              |
| 1re pro MMV        | 1                 | 24              |
| Tle pro hôtellerie | 2                 | 46              |
| Tle pro MMV        | 1                 | 23              |
| 1re ES             | 2                 | 55              |
| 1re S              | 3                 | 80              |
| 1re STMG           | 2                 | 55              |
| 1re ST2S           | 3                 | 81              |
| 1re STL-SPCL+BIO   | 1                 | 30              |
| 1re STL-BIO        | 1                 | 31              |
| Tle ES             | 2                 | 52              |
| Tle S              | 2                 | 63              |
| BTS CGO            | 2                 | 29              |
| BTS NRC            | 2                 | 70              |
| BTS MUC            | 2                 | 50              |
| BTS AM             | 2                 | 26              |
| BTS BIO            | 2                 | 44              |
| BTS ESF            | 2                 | 57              |
| BTS IFSI           | 1                 | 20              |
| BTS HOT            | 3                 | 88              |
| BTS MMV            | 2                 | 48              |

| GT : Général et technologique ; ES : Économique et social ; L : Littéraire ; S : Scientifique ; STMG : Sciences et technologies du management et de la gestion ; BTS : Brevet de technicien supérieur ; CGO : Comptabilité et gestion des organisations ; NRC : Négociations et relations clients |

## Formations
Le lycée Jacques Cœur prépare aux baccalauréats généraux, technologiques et professionnels.
La classe de seconde générale et technologique comprend des enseignements d'exploration, au choix : littérature et société (LS), méthodes et pratiques scientifiques (MPS), principes fondamentaux de l'économie et de la gestion (PFEG), sciences économiques et sociales (SES) et sciences et laboratoire (SL), biotechnologie (BIOTEC), santé social (SS). Trois langues étrangères sont enseignées : anglais, allemand, espagnol. 
| Diplôme préparé            | Intitulé de la formation                                      |
| -------------------------- | ------------------------------------------------------------- |
| Baccalauréat général       | Économique et social                                          |
| Baccalauréat général       | Scientifique                                                  |
| Baccalauréat technologique | Sciences et technologies de la santé et du social             |
| Baccalauréat technologique | Sciences et technologies de laboratoire                       |
| Baccalauréat technologique | Sciences et Technologies du Management et de la Gestion       |
| Baccalauréat technologique | Sciences et technologie de l’hôtellerie et de la restauration |
| Baccalauréat professionnel | Commercialisation et services en restauration                 |
| Baccalauréat professionnel | Cuisine                                                       |
| Baccalauréat professionnel | Métiers de la mode-vêtements                                  |

Le lycée a huit sections de brevet de technicien supérieur (BTS) :
| Diplôme préparé                | Intitulé de la formation                  |
| ------------------------------ | ----------------------------------------- |
| Brevet de technicien supérieur | Comptabilité et gestion des organisations |
| Brevet de technicien supérieur | Négociation et relation clients           |
| Brevet de technicien supérieur | Assistant de manager                      |
| Brevet de technicien supérieur | Hôtellerie et restauration                |
| Brevet de technicien supérieur | Management des unités commerciales        |
| Brevet de technicien supérieur | Métiers de la mode vêtements              |
| Brevet de technicien supérieur | Bioanalyses et contrôles                  |
| Brevet de technicien supérieur | Économie sociale et familiale             |

## Administration
Le lycée a été dirigé par Isabelle Guillamo (d) entre 2021 et 2023. L'actuel proviseur est Christophe Nacu (d).

## Personnalités liées au lycée
L'abbé Théophile Moreux enseigne au petit séminaire Saint-Célestin (1890-1906).                           
Georges Bernanos y est élève de 1903 à 1904.